# غاري تان
غاري تان (بالإنجليزية: Garry Tan)‏ هو شخصية أعمال أمريكي، ولد في 21 مارس 1981.